# LOST

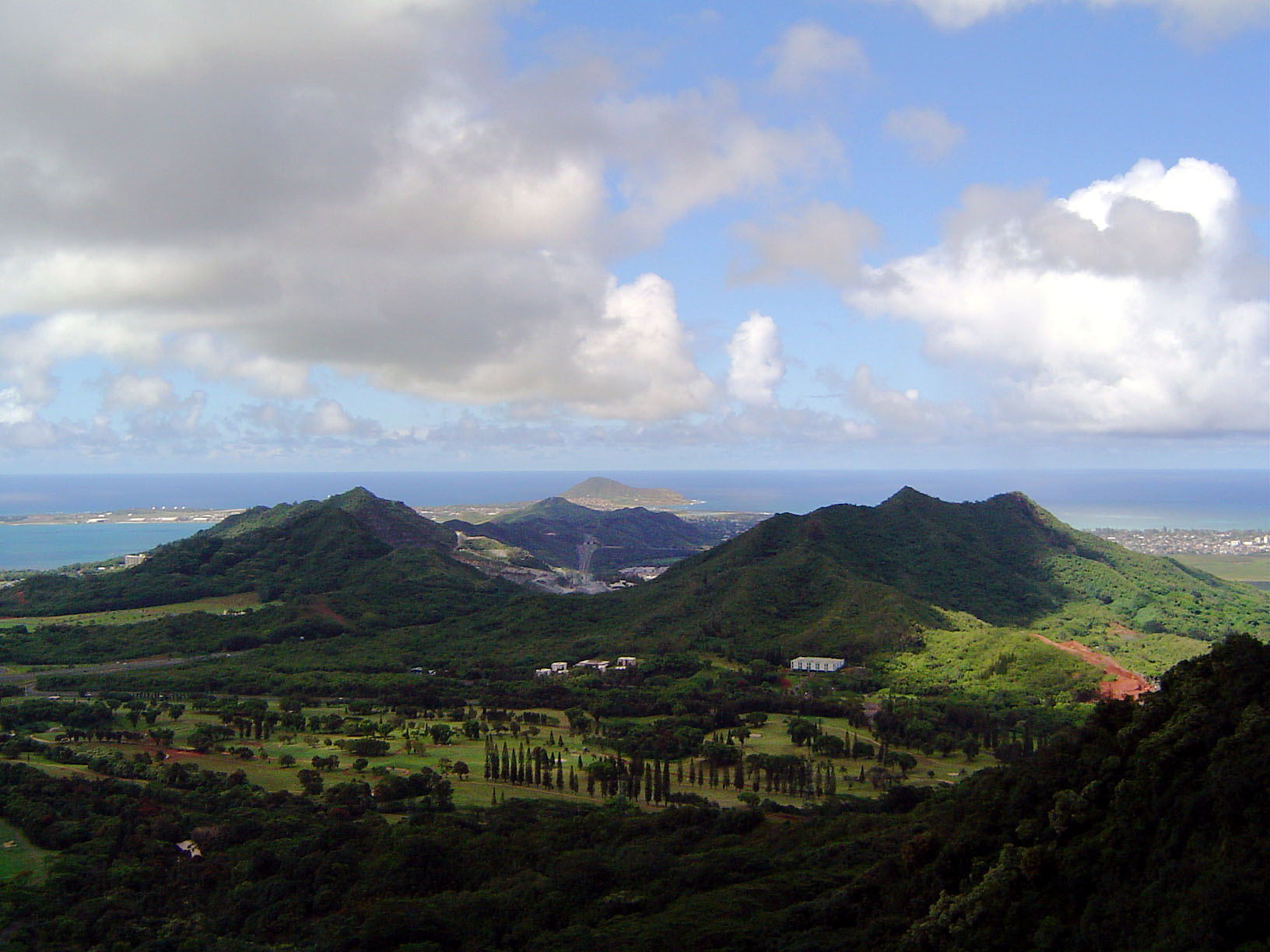
撮影が行われたハワイ州オアフ島

『LOST』（ロスト）は、2004年9月から2010年5月までアメリカ合衆国のABCで放送されていたテレビドラマ。日本では、CSチャンネルAXNが最新シーズンを独占初放送している。
北米ではエミー賞、ゴールデングローブ賞を始め各賞を受賞するなどの評価を受け、社会現象ともなった。

## 製作・放映
製作・監督・脚本は、テレビドラマ『エイリアス』等を手掛けたJ・J・エイブラムス。2004年9月に放映されたパイロット版(前後編)は、約16億円という破格の制作費が使われ、プロデューサーが解雇されたことも話題になった。
ドラマの撮影は屋内、屋外含めほぼ全てハワイ州オアフ島で行われている。LOSTの撮影フィルムはホノルル空港経由でアメリカ本土に届けられているが、ホノルル空港係員のミスにより通常は通さないX線検査に現像前のフィルムを通してしまい、結果フィルム画像が感光して消失し、再撮影になるというハプニングで30万ドルの被害が生じている。
CM料金はおよそ21万3000ドル（日本円で約1977万円）であるが、2010年5月23日に放送されたファイナルシーズンの最終回では世界中で大ブレイクし、注目の最終回であることから30秒のCM料金をこれまでの約4倍となる90万ドル（日本円で約8350万円）に設定した。
日本では、東北新社製作の日本語吹き替え版が2005年10月よりCSチャンネルAXNで日本独占で放送を開始し、シーズン3はAXN Sunday Prime(日曜21時00分 -)枠で字幕版を、吹替（二カ国語）版はDouble Prme Board枠(月曜22時55分 -)で放送。2006年4月からはBS-iでも放送を開始した他、地上波TBS系深夜枠でもシーズン1が2007年1月から4月まで、シーズン4まで放送されている。そして、2008年にはCSチャンネルAXNでシーズン4の日本独占初放送を行った。また、2009年3月27日より、CSチャンネルAXNにて、シーズン1〜4までの連続放送を行い、6月21日にはシーズン5の第1話を先行放送をした後に、7月26日からは、シーズン5を放送した。
2010年2月16日より、CSチャンネルAXNにて、シーズン1〜5までの連続放送がされて、同年の夏にはファイナル・シーズンとなるシーズン6が放送された。

### 放送期間（アメリカ）
話数は日本版。（2時間スペシャルを2話としてカウント）
- シーズン1 - 2004年9月22日〜2005年5月25日（1〜25話） 全25話
- シーズン2 - 2005年9月21日〜2006年5月24日（26〜49話） 全24話
- シーズン3 - 2006年10月4日〜2007年5月23日（50〜72話） 全23話
- シーズン4 - 2008年1月31日〜2008年5月29日（73〜86話） 全14話
- シーズン5 - 2009年1月21日〜2009年5月13日（87〜103話） 全17話
- シーズン6 - 2010年2月2日〜2010年5月24日（104〜121話） 全18話

2007年の第3シリーズより米放送時間が9時から10時に変更。これは人気番組である『アメリカンアイドル』との競争を避けるため。シーズン3終了後、残りの話数は以下のように変更される旨発表されていった。
- 制作側は、残りを2シーズン（48話程度）としたい旨を、放送局であるABCに打診。ABCは、ヒットした作品をなるべく長い期間をかけて放送したいため、残り48話を3シーズンに分割するよう提案。シーズン4・5・6を、それぞれ16話(計48話、2時間スペシャルは2話としてカウント)ずつ制作することに。
- シーズン4が2007年11月5日から始まった全米脚本家組合ストライキにより、第9話以降の製作が延期され、短縮され計14話となった。
- 削られた2話分は、後のシーズンに補完し、シーズン5・6それぞれ全17話とすることに。
- シーズン5放送終了後、シーズン6を、全17話では完結まで十分に描ききれないと判断し、全18話に。

## 特徴
メインのストーリーラインである島での日々を追いながら、登場人物の過去が随所に挿入される構成が特徴。各エピソード毎に1人または複数人の過去が少しずつ明かされ、各キャラクターの人物像が浮き彫りになると共に、島で初めて会ったはずの彼らの過去の繋がりが見え隠れする。なお、815便の墜落は、アメリカでの初回放送日である、2004年9月22日という設定になっている。
墜落事故の生存者は計40名以上もいながら、普段焦点を当てられるのはこのうち一握りの「重要人物」に限られており、登場人物自身がこの点をネタにしたジョークを口にすることもある(シーズン1第24話など)。
またプライムタイムTV番組としては珍しく宗教的なテーマが強いのも特徴で、特にキリスト教の贖罪（全てのキャラクターが墜落前の人生で何らかの罪を犯している）、島での洗礼儀式、奇跡（ローズの回復、ロックの体など）、受胎（男性不妊の妻の妊娠など）、神と運命の存在に関する議論、多くの聖書からの引用、などが扱われた。これらのテーマは元々キリスト教を文化基盤に置く欧米社会では一般常識の範疇である。
一般にシリーズものは長期間における視聴率維持が難しいといわれる中で『LOST』は視聴率トップ10以内を保つ。
シーズン3からやや視聴率の低下となったりもしたが、2010年にシーズン6（ファイナルシーズン）まで続き終了した。

### 影響
多数のキャラクターに各々別の問題が持ち上がり、それぞれのストーリーが同時進行する「多様性展開」と呼ばれる連続ドラマの手法は、1970年代『ダラス』に始まり、1990年代『ER緊急救命室』や『ツイン・ピークス』等ヒット作を生み出したが、本作もその列に並ぶ作品である。
プロデューサーの言によると、映画『キャスト・アウェイ』とリアリティゲーム番組『サバイバー』、複数のストーリーが並行して進む『ER』スタイルのストーリーテリングをヒントに製作された。また、スティーヴン・キングの小説「スタンド」による影響が大きい。スティーヴン・キング自身がLOSTのファンであり、たびたび製作会議に関与している。シリーズ構成はハリーポッターを参考に作られ、1シーズンごとに謎が解明されるが、根本的な謎である「島はなんのために存在するのか、なぜ人がいるのか」などは最終シーズンの最終話まで解明されない。
1990年代の『Xファイル』を彷彿とさせるSF、オカルト的な要素を盛り込んだマニアックなストーリー構成は、アメリカではロスティ(Lostie)と呼ばれるカルト的なファンを獲得し、関連のファンクラブによるウェブサイトをはじめとするムーヴメントを生んだ。
過去10年のアメリカのテレビ人気番組は、『CSI』や『LAW & ORDER』などの一話完結形式か『サバイバー』のようなリアリティー番組が主流であり、『LOST』のようなシリーズミステリーもののヒットは米テレビ界に影響を与えた。このため、2005年以降『INVASION』などの多くのシリーズもの番組が増加したが、多くはヒットせずに第1シーズンのみで打ち切りとなっている。
ビジネス面でも革新的な試みがなされ、ABCとApple Computerの提携により全てのドラマが放送翌日にiPodにダウンロードできるというサービスが有料で提供された。初年だけで800万以上のダウンロードを記録し、これは米ドラマ「24 -TWENTY FOUR-」についで第2位。
劇中に登場する「4 8 15 16 23 42」という数字でロトくじを購入する者が日本で多数発生した。2012年9月6日抽せんの第691回ロト6では本数字が「04 07 08 15 16 42」（ボーナス数字23）となり、2等当せんが3,470口も出た。そのため2等賞金は3等賞金338,700円より低い57,100円となった。

## ストーリー

### シーズン一覧
| シーズン | シーズン | エピソード | 米国での放送日                | 米国での放送日                |
| シーズン | シーズン | エピソード | 初回                          | 最終回                        |
| -------- | -------- | ---------- | ----------------------------- | ----------------------------- |
|          | 1        | 25         | 2004年9月22日                 | 2005年5月25日                 |
|          | 2        | 24         | 2005年9月21日                 | 2006年5月24日                 |
|          | 3        | 23         | 2006年10月4日                 | 2007年5月23日                 |
|          | 4        | 14         | 2008年1月31日                 | 2008年5月29日                 |
|          | 5        | 17         | 2009年1月21日                 | 2009年5月13日                 |
|          | 6        | 18         | 2010年2月2日                  | 2010年5月23日                 |
| トータル | トータル | 121        | 2004年9月22日 – 2010年5月23日 | 2004年9月22日 – 2010年5月23日 |

### シーズン1
シドニー発ロサンゼルス行きオーシャニック815便のボーイング777-200型機が、南太平洋の島に墜落。多くの死傷者が出る中で、48人の生存者は救助隊が来ると楽観視していたが、夜になると怪奇現象が起き、怯える者も少なくなかった。ジャングルにはホッキョクグマが生息するなど不可思議な事が多い。
生存者には、優秀な外科医として皆を助けヒーローとなりリーダーともなったジャック、殺人犯として護送中のケイト、詐欺師でトラブルメーカーのソーヤー、引き取ったばかりの息子ウォルトとの関係がうまくいかず島からの脱出を切望するマイケル、父親にだまされ腎臓を取られたうえ下半身不随にまでなったが墜落後なぜか健常体となりサバイバル能力を発揮するロック、元イラク軍人で通信に詳しいサイード、ロックについていくブーン、韓国人夫婦のジンとサンたちがいた。
ロックとブーンはイノシシを狩りつつ冒険をしている内に、謎のハッチを発見するが、どうしても開けられない。樹上に擱座している双発小型飛行機も発見したが、内部捜索中に機体が地表に落下し、ブーンは死亡した。一方、サイードはソーヤーを拷問した自責の念から島を一周する単独行に出るが、ジャングル内で16年前に遭難したフランス人女性ダニエル・ルソーに遭遇する。
ある日、島の奥地から黒煙が上がるのを皆で目撃すると、ルソーが「他の者たち」がやってくると警告する。その他の者たちから逃れる方法としてハッチの中に身を隠すことを考えた一同は、『黒い岩』の場所からダイナマイトを持ってきて爆破し、ハッチを開けることに成功する。しかし、思った以上に底が深く井戸のようになっているため中に入ることができない。中に入ることを躊躇うジャックとハッチの内部に異常なまでの好奇心をみせるロックが対立することになるが...。
一番島を出たがっているマイケルは、筏を造り脱出を試みる。4人しか筏に乗れないことから誰が筏に乗るのか揉めることになるが、最終的にはマイケル、息子のウォルト、ソーヤ、ジンの4人が乗船する。そして出航に成功するが、小型哨戒船に乗った謎の集団の襲撃を受ける。ウォルトは連れ去られ、筏は爆破されてしまった。

### シーズン2
島で見つけた謎のハッチを、ジャックたちは遂に開いた。灯りが底部にとどきはするものの、かなり深い縦穴であった。
まだ行動すべきでないと主張するジャックと、すぐにハッチの中に入ってみるべきだと主張するロック、そして「数字」への恐れから元々ハッチを開けることに猛反対していたハーリーは対立する。また、梯子が老朽化しており、降りるにはロープが必要だった。結局、ケイトが先行してハッチ内を偵察に降りていく。次いで、ハッチの中へ消えてしまったケイトを追うためにロックはハッチの中へと潜入。二人がハッチの中に入ったと知ったジャックも中へと入っていく。
ジャックは、ハッチの中で、無人島では本来考えられないような光景を目にする。ハッチを降りるとそこは住居になっており、音楽が流れ、保存食料、謎のコンピュータ、入浴施設等が揃っていた。そしてジャックはロックを見つけるが、彼に銃を突きつける男の顔を見て、さらにジャックは驚愕する。その男の名はデズモンドと言い、かつて会ったことのある顔見知りだった。彼は108分ごとに謎のコンピュータにある数字を入力しているという。
筏での脱出に失敗したマイケル、ソーヤ、ジンの3人。しかし、たどり着いた海岸で、後部座席で生き残った人々に出会う。ところが、彼らは飛行機の墜落事故直後から、子供をはじめとする仲間を「他の者たち」に次々と拉致、または殺害され人間不信に陥っていた。3人に案内され、後部座席の人たちは、分裂した815便の前部座席のキャンプに向かうのであった。
ジャックたちは、「他の者たち」であろう1人の男を捕まえることに成功する。その男は、何日も監禁され、嘘を言っている様子はなかった。しかし、サイードたちが彼が嘘をついているという証拠を見つけ、ジャックたちが「他の者たち」と人質の取引をしようとしたところに、マイケルが現れる。彼によれば、息子を取り返すため相手の基地まで見つけたが、人数が多く一人では助けられない、だから手伝って欲しい、ということだった。しかし既にマイケルは、人質に取られた息子を取引材料として脅されており、「他の者たち」の手先になってしまっているのだった。
815便の墜落は事故ではなかったのか?　島で起こる不審な出来事は誰の仕業なのか?　一体、その目的は何なのか? この島で起こる全てのことに意味があるのか?　生存者たちは、島に潜むさらなる謎へと挑戦するのであった。
ハッチのコンピュータに数字を入力し続けることを無意味だと考えたロックは、再会したデズモンドとともにハッチを封鎖し、数字を入力しないまま108分を経過させる。それこそが破滅の刻であると気づかずに…。

### シーズン3
ジャックが目覚めると、彼は大きな空の水槽の中に閉じ込められていた。ジャックは「他の者たち」に捕まっていたのだ。水槽の中で暴れるジャックの前にジュリエットという女性が現れる。ケイトとソーヤーも、それぞれシャワー室と屋外の檻の中で目を覚ます。三人の囚われた者たちは、「他の者たち」の実態に触れながら、仲間のキャンプに戻ろうと試みる。
ケイトたちはジャックを助けに赴くが、彼は「他の者たち」と友好的な様子だった。彼は翌日に島から解放され、救助を呼んでくる予定であった。しかし、一緒にジャックを救出に来ていたロックが、潜水艇を爆破。ジャックたちはジュリエットをつれ、キャンプ地に帰ることになる。しかし、皆は、「他の者たち」と長い時間共に過ごしたジャックに疑いを持ち始める。
島にパラシュートで着陸した女性ナオミの出現で、島の近くに貨物船が来ていることを知った生存者たち。衛星電話で貨物船と連絡を取るため、ルソーの救難メッセージを止めに、ラジオ塔へと向かう。ルッキング・グラス基地の妨害電波を止め、衛星電話で貨物船との接触に成功、ついに島に救助が来ることになったが、それをベンは、終わりの始まりだと警告する。

### シーズン4
衛星電話が通じた直後の「島」。ルッキング・グラス基地から生還したデズモンドが、生存者たちに貨物船はペニーが雇った捜索隊のものではないことを伝える。生き残った人々は何が何でも島から脱出すると決めたジャックたちと、不審な貨物船を受け入れるなと主張するベンやロックのどちらに付くか、生き残るための選択をする。
未来の精神病院では、そこにいるはずのない男が、ハーリーに忠告にやって来る。島に近づいてくる1機のヘリコプターから、貨物船の乗組員である男が降り立った。島へやってきた彼らの真の目的は何なのか?　未来の世界で島を脱出できたのは誰なのか?　正しい判断をしたのは、はたして2派のどちらなのか?　衛星電話が通じたあの後、「島」で何があったのか?
貨物船の派遣主がチャールズ・ウィドモアだと知るベン。二人の島をめぐる因縁の戦いに巻き込まれた生存者や貨物船の研究者チームは、島が攻撃される前に貨物船へと移動を始めるが、貨物船では大量のC4爆弾が作動し始めていた。ヘリコプターに乗った者たちの目の前で貨物船が爆破。島に戻ろうとする彼らの目の前で、島が忽然と姿を消す。それはジェイコブの伝言を聞き、「他の者たち」をロックに託したベンの行動によるものだった。ヘリコプターに乗ったものたちは海に着水し、ある船と出会う。事故の生存者として故郷に帰還した彼らは、オーシャニック6と呼ばれることになる。

### シーズン5
生還から3年が経った2008年。ジャックとベンは、葬儀社にいた。ベンは、ロックの遺体と他の脱出者たちも揃わないと島に戻れないと話す。「君が島を脱出したから、こうなったんだ」というベンの言葉に、脱出後、ウソをつき続け、島に戻ることを否定してきたジャックの心は揺さぶられる。そして島に残されたソーヤーたちを襲った事態の責めを負うもの、ジャックはそのほかのオーシャニック6を呼び戻すことになる。
3年前、2005年。島に残された者は、閃光に包まれ時間移動を繰り返した後、1974年に取り残されてしまう。そこは、ダーマ・イニシアティブが島に入植している時代だった。島を出た者は、それぞれの理由で島に戻るため、アジラ航空316便に搭乗し、島との関係を再開する。その二組を繋いだのは、島を救う使命を託され、島を出たジョン･ロックだった。そこにはベンの姿もあった。
アジラ航空316便の中で閃光に包まれ、気づくと1977年の島へと来ていたジャックたちは、島でダーマ職員として3年間過ごしていたソーヤーたちと合流。一人はぐれていたサイードの行動により、ソーヤーたちの生活は脅かされる。一方、316便とともに2007年の島に墜落した生存者達の前には、乗客名簿にいない男ジョン･ロックが現れる。再び島に墜落したことにより突如生き返ったロックは、ベンを引き連れジェイコブの元へと向かう。
1977年、815便の墜落とそれに続く今までの悲劇のきっかけとなる事故が起こるはずの運命の午後、ジャックたちは、島の未来と自分たちの過去を変えるため、建設中の基地の爆破を試みる。2007年、ジェイコブの元へ行ったロックの帰りを待つリチャードやサンは、ある物を見せられ、衝撃の事実に直面する。

### シーズン6
2004年9月22日、オーシャニック815便は、ロサンゼルス国際空港（LAX）に到着。乗客たちは、島に墜落することなく、それぞれの目的地へ向かおうとしていた。ファラデーの説いた「変数」が働いたのか。そこは、未知の時間軸― LAXだった。
一方、スワン基地の建設現場で行動を起こしたジャックたちは、1977年から2008年の島へと回帰し、島に辿り着いたあとの時間軸が継続していた。イラーナからロックの死体を見せられた「他の者たち」は、これまで新しいリーダーとして皆を先導していた“ロック”が偽者だと知る。ジェイコブと長きに渡り戦ってきたその人物＝黒服の男は、徐々に正体を現しながら、決着をつけようと動きだす。
ジェイコブと“黒服の男”の戦いに、ジェイコブの後継者候補として巻き込まれていたと知るジャックたち。ソーヤーは、島との因縁を断ち切ろうと、急いで脱出を試みる。ジャックは、再び島にやってきたデズモンドこそが、戦いを終わらせる鍵だと信じ、ジェイコブの後継者として、“黒服の男”に挑む。“もうひとつの世界”でも、デズモンドの導きを受け、ジャックたちは何かを感じ始める。謎の島で起こる物語、それぞれの運命が、いよいよ終幕を迎える。

## 登場人物
オーシャニック便の乗客、「他のものたち」、貨物船KAHANA号の乗組員など、様々な勢力が登場する。その他にも多くの人物が、島にまつわる物語に関わっている。

## 劇中のキーワード・ファクター
島
物語の舞台であり、オーシャニック航空815便が墜落した島。南太平洋、赤道近くに位置するが、“扉”が開いている時以外は、その存在を観測することができない。劇中では島内で起きる大きな磁気振動のみが、ウィドモア産業の観測所で記録できた。
島内の多くが熱帯雨林に覆われる常夏の環境。一見すると文明と無縁の無人島であるが、さまざまな怪現象が頻発する。生存が絶望的な高度で空中分解したジャンボ機から48名がほぼ無傷で生き残った事をはじめ、島へ来た途端に難病が治癒したり、死んだはずの人間が現れたりするなど、現実離れした現象は枚挙に遑が無い。また地質が特異で、電磁気現象も起こっている。島と島外では時間の流れが違う。
イノシシ、ホッキョクグマ、猛禽類、数種のカエルの他、ゴケグモ属の一種「メデューサスパイダー」（Latrodectus regina）をはじめとする未知の生物も20種以上、劇中発見された。また、マンゴー、パパイヤ、バナナ等、果実が食用になる植物も、遭難者の食糧として利用できるほどに自生している。
ハイドラ島
オーシャニック航空815便が墜落した島と約3km離れている小島。面積はアルカトラズ島の約2倍。ダーマが大型海洋動物やホッキョクグマを飼育し実験をおこなっていた「ステーション・ハイドラ」がある。シーズン3で滑走路を作っており、後にアジラ航空316便が不時着する。
モンスター
シリーズ最初話から登場している生物。独特のうなり声を発し「カチカチカチ」と発音しながら接近する。固体としての身体を持たないが、樹木を次々にへし折るほどの力がある。
昔(1845年)には少なくとも普通の人間だったもののジェイコブの手によりこのような姿になってしまった。人間と同様の知能を持っているため見境無く人を殺すことはない。ダーマ村のライナス宅地下にモンスターを呼ぶ仕掛けがありテンプルの地下から現れる。
島内に持ち込まれた遺体の人物に化けることが出来る。ただし、一度化けると新たな遺体が島に持ち込まれるまで別の人間には化けられない。昔からジェイコブを憎んでおり「抜け穴」を捜し2008年遂にジェイコブを殺害する。
ホッキョクグマ
ダーマ・イニシアティブが熱帯地域である島の気候に対応できるよう、遺伝子を組み換えた動物の一つ。飼育中の個体には「ダーマ」と「ハイドラ」の意匠のある首輪が付けられている。異なる時代でオーキッドの「歯車」による転送も行われたらしく、 74話、メドニンで死後数百万年経過した骨が首輪と共に発見されている。1992年に島内のダーマが毒ガスで滅ぼされた後は、島のジャングルで野生化している。
ミイラ
通称「アダムとイブ」。6話で洞窟に向かったジャックたちが見つけた、男性と女性の遺体。白と黒の石を持っている。二人の正体はカップルではなく、ラテン語公用圏が存在する時代（紀元前2000年〜帝政ローマ時代）に死んだジェイコブの養母と弟である。通常の人間と比べ遺体の腐敗進行が極めて遅く、死後2000年前後経過しているにもかかわらず、白骨化には至っていない。このため、真相を知らないジャックは死後40-50年と見積もった。
ラジオ塔
ルソーが救助を呼んだ塔。誰が建てたのかは不明。1988年まで「4,8,15,16,23,42」を放送していた。
黒い岩（ブラック･ロック号）
1845年に、ポーツマスから出航した東インド会社所属、イギリス船籍の奴隷船。船長はアルバー・ハンソ当主率いる現ハンソ財団の祖先＝マグナス・ハンソ。シャム王国に交易目当てで向かったとされている。1867年頃、カナリア諸島のリチャードを乗せた。南太平洋で嵐に襲われ、タウエレトの石像に激突してこれを倒壊させ、さらに大津波で島の内陸にまで運ばれ擱座状態となった。21世紀現在も、船内には奴隷たちの死体と採鉱用のダイナマイトが放置されたままとなっている。77話でチャールズ・ウィドモアがマグナス・ハンソ船長の航海日誌をオークションで落札した。
リチャード・アルパートが奴隷として乗り込んでいた。
タウエレトの石像
49話でヨットに乗っていたサイードたちが見つけた、左足と台座だけが残っている巨大な石像。台座の中はジェイコブの住み処でもある。本来は全高が100メートル近い大きさであったが、102話、1867年頃、「ブラック・ロック号」が激突して倒壊させてしまい、現在の姿になった。誰が何の目的で造ったのかという点については劇中最後まで明言されない。
数字
「4 8 15 16 23 42」という数列。ハーリーが当たりを引き当てたロトくじの番号であり、「スワン」に刻まれていた数字であり、「スワン」の中で108分ごとに入力するコード（数字を全て足すと、ちょうど108になる）でもある。ジェイコブが自分の後継者を多数選びその中で最終的に選抜されたメンバーの番号。海に面した断崖絶壁の洞窟天井にその名前がある。
4:ジョン・ロック　8:ヒューゴ・レイエス　15:ジェームズ・フォード　16:サイード・ジャラー　23:ジャック・シェパード　42:サンファ若しくはジンスークォン
他の者たち
815便の生存者、ルソー、かつてのダーマ・イニシアティブと敵対する謎の勢力。上記３者からすると先住民の位置づけとなる。彼らの正体は、太古の昔からジェイコブに呼び寄せられたり遭難したりして島にやって来て、漸進的に形成されてきたジェイコブの従者集団である。815便後部座席の生存者たちも拉致されて仲間に加わっている。その使命はジェイコブの指示に基づいて「島を守る」こと。
2つのグループに大別される。テント村を築きながらジャングル内を転々としていたが、ダーマ村＝バラックを乗っ取ったベンのグループと、古代遺跡「テンプル」を居住地として道厳に率いられるグループである。ベンのグループは黒服の男に村を襲われた後、一部を除いてテンプルに合流した。
村や基地の外では変装する等して貧しい低文明集団を装っているが、ダーマのインフラをそっくり接収しているため、その技術水準は高い。ただ、一旦失われたダーマの機器、設備を再生産することはできず、故障したままのものも多い。軍事能力、サバイバル能力も精強で、アメリカ兵やウィドモアの傭兵を倒すほどの戦闘力がある。医師であるイーサンですら、ジャックを一方的に叩きのめす徒手格闘の腕前を持っていた。
ナンバー2としてリーダーを補佐するリチャードは不老不死なため一貫してそのポジションにいるが、リーダーは代替わりする。新たなリーダーはリチャードが資質の見込まれる者を島外で探してまわり、厳格な調査、審査に基づいて選定する。
一部のメンバーは島外でも活動しており、ダーマから接収した潜水艇で島と外界を行き来していた。島の外ではミテロス・バイオサイエンス社と称している模様。ロックを「奇跡の子」と見なしており、後に彼を新しいリーダーに迎え入れる。なぜか彼らはタイムスリップしなかった。
登場人物の過去の接点
島に来たことで出会ったと思っていた登場人物たちが、実は過去に多くの接点を持っている。
寺院（テンプル）
バラックから去った「他の者たち」が向かった場所。ベンが「神聖な場所」と言った通りで許された者以外見ることすら許されない。
道厳の管理のもとで怪我を治す泉がある。（但し泉が濁っていると効果はない）
滑走路（ランウェイ）
シーズン3で「他の者たち」がケイトやソーヤーたちに造らせていたもの。目的は不明だったが考えられる物としてウェブ上で以下の物が有力である。
何らかの理由(ジェイコブが関係？)でアジラ航空316便が不時着することを知り作った。ただ、アジラ航空316便のボーイング737-800が着陸するには長さが不十分である。
潜水艇だけでなく航空機でも島と行き来したかった。
ダーマ・イニシアティブ（THE DHARMA INITIATIVE）
ハッチをはじめ、島に多くの基地を建てていた研究機関。
ウィドモア産業
チャールズ・ウィドモアが立ち上げた会社。その資金力は飛行機事故を偽装できるほど。ペク重工業とつながりがある。
KAHANA（カハナ）
ジャックが無線で助けを呼んだ、島の近くに止まっている貨物船。ウィドモアがマシュー・アバドンを通じて島に差し向けたものである。 船上構造物が極端に前方に寄った船首楼型で、ブリッジより後方の甲板はヘリコプター2機が積載、発着できるスペースがある。
オーシャニック6
シーズン4で島漂着108日後に脱出した6名に対し、マスコミが彼らを讃えて付けた呼び名。事故の責任者側であるオーシャニック航空は当初このような名がつくことを快く思ってはいなかったが、「キャッチー」であるという理由で追認した。それぞれオーシャニック航空より多額の示談金を受け取っている。島に残された仲間を守るために真実を隠し続ける。しかし、アーロンを除く5人はシーズン5でそれぞれの理由で再び島へと向かう。
アジラ航空
インドに本社を置く格安航空会社。アジア、太平洋地域を飛行してる。
フラッシュ・バック
登場人物たちの過去のこと。それぞれが島に来る前に何らかの形でお互いに関わりを持っている。
フラッシュフォワード
登場人物たちの近未来のこと。
フラッシュ・サイドウェイズ
オーシャニック815便が墜落しない、現実とは違う部分もある謎の世界。ジャック達815便の乗客及びベン達が、815便墜落とそれに伴い生じる悲劇にも、社会生活でのひどく苦い失敗にも遭わずにすむ、こうあってほしかった、という理想の人生のビジョン。815便が墜落しないため、その原因である「島」もダーマ・イニシアティブの村もろとも海底に沈んで無効状態になっている。ただしそれ故人々の心には、815便墜落で出会うはずのかけがえのない最高の仲間との想い出が欠落している。
「彫像の影にある物は？」
イラーナがラピーダスに質問したほかシーズン5でよく出てくる言葉。リチャードは答えを知っていた。（答えは「我々全員を助ける人」）
オーシャニック航空
LAXをハブ空港とする航空会社。シドニー、東京など太平洋地域の主要都市を結んでいる。オーシャニック航空は本作以外でも、数々の映画やテレビドラマに登場している著名な架空航空会社である。
コンパス
リチャードが少年時代のロックに見せた物。
ストーリー順に並べると
「2007年にリチャードがロックに渡す。」→「1954年にロックがリチャードに返す」→「ロックの少年時代に彼に見せる」→「2007年に黒い服の男に言われロックに手渡す。（その際にメッセージを伝える）」

## 音楽
本作のサウンドトラックは『メダル・オブ・オナー』などのゲーム音楽で有名なマイケル・ジアッキーノが手掛けている。

## DVD
DVDのパッケージは、各シーズンのテーマを表す色になっている。
- シーズン1：グレー（飛行機の機体の色）＝「オーシャニック815便の生存者」
- シーズン2：黄土色＝「ハッチ(ステーション･スワン)」
- シーズン3：緑（ジャングル）＝「他のものたち」
- シーズン4：水色（空や海など、外界との繋がり）＝島からの「脱出」
- シーズン5：白（フラッシュ）＝「タイムトラベル」
- シーズン6：黒（黒服の男）＝「白と黒」の戦い

| 品名                                                            | 発売日        | 仕様             | 参照 |
| --------------------------------------------------------------- | ------------- | ---------------- | ---- |
| LOST シーズン1 COMPLETE BOX                                     | 2006年8月2日  | 13枚組・25話収録 |      |
| LOST シーズン2 COMPLETE BOX -THE EXTENDED EXPERIENCE-           | 2007年3月21日 | 13枚組・24話収録 |      |
| LOST シーズン3 COMPLETE BOX -THE UNEXPLORED EXPERIENCE-         | 2008年2月20日 | 12枚組・23話収録 |      |
| LOST シーズン4 COMPLETE BOX -THE EXPANDED EXPERIENCE-           | 2009年1月21日 | 9枚組・14話収録  |      |
| LOST シーズン5 COMPLETE BOX -THE JOURNEY BACK,EXPANDED EDITION- | 2010年1月20日 | 9枚組・17話収録  |      |
| LOST シーズン6 COMPLETE BOX -THE FINAL SEASON-                  | 2011年1月19日 | 10枚組・18話収録 |      |

## 小説
竹書房文庫から小説が出版されている。

### スピンオフ小説
竹書房文庫で「絶滅危惧種」、「隠された自己」、「運命の啓示」、「バッド・ツイン」というスピンオフ小説が出ている。
「絶滅危惧種」、「隠された自己」、「運命の啓示」はテレビドラマでは描かれていない815便生存者に焦点を当てた物語で、「バッド・ツイン」は815便搭乗者の一人、ゲイリー・トループが書いた（という設定の）小説である。

## キャッチコピー
- シーズン1：事故なのか、それとも島が呼んだのか―。/過去と決別(ロスト)した48人のサバイバル・サスペンス！/揺るぎない希望を失った。/愛のために自由を失った。/生きる誇りを失った。
- シーズン2：この島は、世界を試している。/シーズン1は、序章にすぎなかった。
- シーズン3：世界最強の島へ、ようこそ。
- シーズン4：ついに、脱出。/あの後、「島」で何が起こったのか。
- シーズン5：終わりが、始まる。
- シーズン6：感動に、たどり着く。

## 賞
注意: 受賞したものはノミネート項目に未記載

### 受賞
エミー賞:
- 作品賞(ドラマ部門) (2005)
- 監督賞(ドラマ部門) — 第1話「Pilot part1」、第2話「Pilot part2」: J・J・エイブラムス (2005)
- キャスティング賞(ドラマ部門) — エイプリル・ウェブスター、 マンディ・シャーマン、 アリッサ・ワイズバーグ、 ヴェロニカ・コリンズ (2005)
- シングルカメラ編集賞(ドラマ部門) — メリー・ジョー・マーキー (2005)
- 作曲賞(ドラマ部門) — マイケル・ジアッキーノ (2005)
- 視覚効果賞(ドラマ部門) — 「Pilot」: ケビン・ブランク、 ミッチ・サスキン その他 (2005)
- 助演男優賞(ドラマ部門)— テリー・オクィン (2007)

ゴールデングローブ賞:
- 作品賞(テレビドラマ部門) (2006)

全米映画俳優組合賞:
- 優秀アンサンブル賞(ドラマ部門) (2006)

PGA賞:
- 作品賞(ドラマ部門) (2006)

全米脚本家組合賞:
- 脚本賞(ドラマ部門) (2006)

### ノミネート
エミー賞:
- 助演男優賞(ドラマ部門) — ナヴィーン・アンドリュース (2005)
- 助演男優賞(ドラマ部門) — テリー・オクィン (2005)
- 脚本賞(ドラマ部門) — 第1話「Pilot part1」、第2話「Pilot part2」: J・J・エイブラムズ、 デイモン・リンデロフ、 ジェフリー・リーバー (2005)
- 脚本賞(ドラマ部門) — 第4話「Walkabout」 : デビッド・フューリー (2005)
- キャスティング賞(ドラマ部門) — エイプリル・ウェブスター、 ヴェロニカ・コリンズ、マンディ・シャーマン(2006)
- シングルカメラ編集賞(ドラマ部門) (2006)
- シングルカメラ撮影賞(ドラマ部門) (2006)
- シングルカメラ音響賞(ドラマ部門) (2006)
- 監督賞(ドラマ部門) (2006)
- ゲスト男優賞(ドラマ部門) — ヘンリー・イアン・キュージック (2006)
- 視覚効果賞(ドラマ部門)
- 脚本賞(ドラマ部門)

ゴールデングローブ賞:
- 作品賞(テレビドラマ部門) (2005)
- 主演男優賞(テレビドラマ部門) — マシュー・フォックス (2006)
- 助演男優賞(テレビ部門) — ナヴィーン・アンドリュース (2006)
- 作品賞(テレビドラマ部門) (2007)
- 主演女優賞(テレビドラマ部門) — エヴァンジェリン・リリー (2007)